# Moschos Kallippos
Moschos Kallippos (altgriechisch Μόσχος Κάλλιππος) war ein römischer Bildhauer, der in der 1. Hälfte des 2. Jahrhunderts in Kleinasien tätig war.
Er ist nur bekannt durch seine Signatur auf einer Statue der Hera aus Aspendos, heute im Archäologischen Museum in Antalya. Die Signatur lautet Μόσχος Μόσχου ὁ καὶ Κάλλιππος Συνναδεύς („Moschos, der Sohn des Moschos, der auch Kallippos hieß, aus Synnada“). Danach kam er aus Synnada in Phrygien, in der Nähe der Marmorsteinbrüche von Dokimeion gelegen.